# Geiseben
Die Geiseben ist ein 594 m ü. A. hoher Gebirgspass im südlichen Niederösterreich.
Die Passstraße L107 beginnt bei Tradigist und führt über die Passhöhe bis nach Eschenau.